# (659) Nestor
(659) Nestor – planetoida obiegająca Słońce w średniej odległości około 5,2 j.a. w punkcie Lagrange’a L4 na orbicie Jowisza.

## Odkrycie
Planetoida (659) Nestor została odkryta 23 marca 1908 roku w Landessternwarte Heidelberg-Königstuhl w Heidelbergu przez Maxa Wolfa. Nazwa planetoidy pochodzi od Nestora, król miasta Pylos w mitologii greckiej. Przed jej nadaniem planetoida nosiła oznaczenie tymczasowe (659) 1908 CS.

## Orbita
Nestor zaliczany jest do Trojańczyków, porusza się zawsze 60° przed Jowiszem, pozostając z nim grawitacyjnie związany. Jego orbita nachylona jest pod kątem 4,5˚ do ekliptyki, a jej mimośród wynosi 0,116. Nestor potrzebuje na jeden obieg wokół Słońca 11 lat i 299 dni.

## Właściwości fizyczne
Jest to ciało o średnicy ok. 109 km, obracające się w czasie ok. 15 godzin wokół własnej osi. Posiada bardzo małe albedo – zaledwie 0,038, przez co jest obiektem bardzo słabym. W czasie opozycji może osiągnąć 15,8m.